# Морозов, Павел Леонтьевич
Па́вел Лео́нтьевич Моро́зов (15 февраля 1930, Каратузский район — ноябрь 1996, Хабаровск) — советский государственный деятель, председатель Хабаровского горисполкома (1971—1981). Кандидат экономических наук (1984). Почётный гражданин Хабаровска (1996).

## Биография
Родился 15 февраля 1930 года в деревне Андреевка Каратузского района, ныне Красноярского края. В 1945 году окончил семилетнюю школу в селе (ныне посёлке) Курагино Красноярского края, после чего год работал в том же селе бондарем, затем заведующим складом на лесозаводе.
В 1946—1950 годах учился в Красноярской школе военных техников железнодорожного транспорта по специальности «техник-механик», после её окончания переехал на Дальний Восток. Работал осмотрщиком вагонов ПТО станции Комсомольск-на-Амуре, инструктором вагонного участка, слесарем. В 1956 году окончил Хабаровский институт инженеров железнодорожного транспорта (ХабИИЖТ), получив диплом инженера-механика. В институте активно занимался профсоюзной работой, был председателем профкома института. Там же познакомился с будущим руководителем Хабаровского края Виктором Степановичем Пастернаком, тесные дружеские отношения с которым сохранил на всю жизнь. Параллельно с учёбой работал учителем труда в средней школе № 39, лаборантом, председателем профкома института, начальником пионерского лагеря. 
Окончив ХабИИЖТ, вернулся в Комсомольск-на-Амуре, где жил четыре года — работал помощником машиниста паровоза, мастером, помощником начальника цеха завода «Амурсталь», избирался председателем заводского комитета профсоюза. В 1960 году вновь переехал в Хабаровск, где с января 1964 года занимал пост главного инженера на хабаровском закрытом военном предприятии п/я 32, затем стал директором предприятия.
В 1967 г. П. Л. Морозов был избран председателем Индустриального райисполкома Хабаровска, а 25 июня 1971 года стал председателем городского исполкома. За десять лет на этом посту он много сделал для развития города — под его руководством была произведена модернизация энергетики, водопроводной сети и канализации, укреплена материально-техническая база здравоохранения. При П. Л. Морозове в городе появилось троллейбусное сообщение, были построены Центральный рынок, краевая клиническая больница, детская комплексная больница в Индустриальном районе, театр музыкальной комедии, гостиницы «Турист» и «Интурист», начато благоустройство городских прудов. Кроме того, Павел Леонтьевич стал председателем попечительского совета детского дома № 4: в этом качестве им были привлечены средства на создание материально-технической базы и улучшение бытовых условий воспитанников детдома, в результате чего последний стал лучшим в Хабаровском крае. За эту работу он был награждён знаком «Отличник народного просвещения РСФСР».
В декабре 1981 года П. Л. Морозов был избран заместителем председателя Хабаровского крайисполкома и председателем краевой плановой комиссии (главой крайисполкома в 1981-1986 годах был В. С. Пастернак). В 1989 году он стал первым заместителем председателя крайисполкома и начальником краевого Главного планово-экономического управления. Возглавляя планово-экономическую работу в крае, много внимания уделял вопросам совершенствования хозяйственного механизма и развития краевой экономики, усиления связи экономической науки с практикой. При его непосредственном участии в крае было разработано более 20 целевых и комплексных социально-экономических программ, подготовлены материалы к долговременной государственной программе комплексного развития производительных сил Дальневосточного экономического региона, Бурятской АССР и Читинской области на период до 2000 г.
Параллельно с административной и хозяйственной работой занимался и научной деятельностью, имел много публикаций в научных и периодических изданиях по проблемам социально-экономического характера. В 1984 году защитил кандидатскую диссертацию на тему «Совершенствование планирования комплексного экономического и социального развития города». Энергичный и требовательный руководитель, обладающий большими организаторскими способностями. В 1987 г. был избран на должность и. о. профессора кафедры экономики, организации и планирования промышленного производства Хабаровского института народного хозяйства (ныне Хабаровский государственный университет экономики и права). Разработал спецкурс «Проблемы развития и размещения производительных сил Дальневосточного экономического региона», который сам же и читал.
Избирался депутатом городского и краевого Советов народных депутатов, возглавлял работу краевого управления Всесоюзного экономического общества и координационного Совета научно-технического творчества молодежи Хабаровского края. Был членом Госплана РСФСР и членом экономического совета Хабаровского института народного хозяйства.
Серьёзно увлекался пчеловодством.
С конца 1990 года — на пенсии. Умер в ноябре 1996 года.

## Награды
- орден Трудового Красного Знамени;
- орден «Знак Почёта»;
- пять медалей СССР;
- Отличник народного просвещения РСФСР;
- Почётный гражданин Хабаровска (21 мая 1996)[4].

## Память
В 1999 году в честь П. Л. Морозова был переименован участок улицы Пионерской в Хабаровске.